# Galia

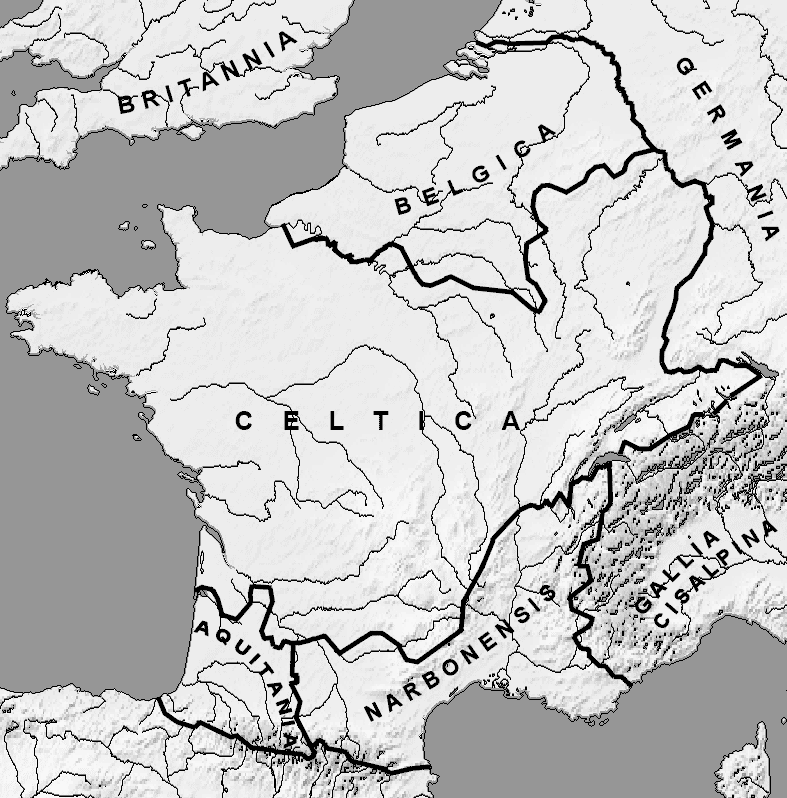
Prowincje rzymskiej Galii ok. 58 p.n.e.

Galia (łac. Gallia) – kraina historyczna w Europie Zachodniej, obecnie tereny Francji, Belgii, Szwajcarii i północno-zachodnich Włoch, zamieszkana przez plemiona celtyckie. Termin ten, wprowadzony przez Rzymian, do czasu podboju przez Juliusza Cezara w latach 58–51 p.n.e. nie miał pokrycia w rzeczywistej organizacji państwowej ani międzyplemiennej. Istniały tylko pewne luźne podobieństwa kulturowe i niezbyt intensywne związki ekonomiczne między poszczególnymi plemionami.
Pierwotnie Galia dzieliła się na Galię Przedalpejską i Galię Zaalpejską. Obejmowała wszystkie ziemie na północ od Italii, pomiędzy Pirenejami a Renem.

## Historia

### Rzymski podbój Galii

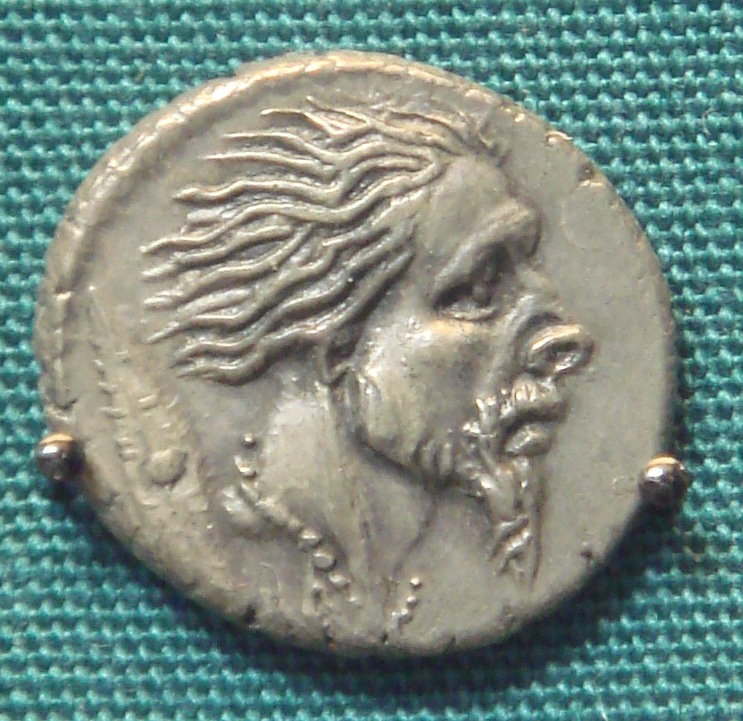
Głowa pojmanego Gala na rzymskim denarze z 48 p.n.e.

W II wieku p.n.e. Rzymianie przekroczyli Alpy i zdobyli Galię Narbońską, kontrolując potem większość handlu w tej części Morza Śródziemnego. W 118 założyli stolicę tej prowincji – Narbonę. W 120 Rzymianie opanowali dolinę Rodanu. Zagrożenie ze strony plemion germańskich i celtyckich, takich jak: Cymbrowie, Teutoni, Helweci i Swebowie, które napadały na Galię, skłoniło Juliusza Cezara do rozpoczęcia podboju całej Galii Zaalpejskiej w 58–50 r. p.n.e.
Po zwycięstwie Juliusza Cezara nad Galami w bitwie pod Alezją (52 p.n.e.), Cezar nadał całej Galii status prowincji. W latach 53–50 p.n.e. Cezar stłumił wielkie powstanie Galów pod wodzą Wercyngetoryksa. Cezar hojnie wynagradzał lojalne wobec niego plemiona galijskie i dał im znaczną autonomię. Lugdunum (Lyon), dawne centrum religijne społeczeństwa galijskiego, stało się stolicą rzymskiej Galii. Kraj został podzielony na 4 prowincje: Galia Narbońska, Akwitania, Celtica (lub Lugdunensis) oraz Belgica. 
Cesarz Oktawian August podzielił Galię i zmienił jej granice, tworząc następujące prowincje:
- Gallia Aquitania
- Gallia Belgica
- Gallia Lugdunensis
- Gallia Narbonensis
- Germania Superior
- Germania Inferior

Trzy pierwsze (Tres Galliae) zostały własnością cesarską, a najbardziej zromanizowana Galia Narbońska od 22 p.n.e. była prowincją senacką.
Rzymianie budowali miasta i drogi w całej Galii, promując rozwój rzemiosła i handlu.

### Upadek rzymskiej Galii
Przez kolejne dwa stulecia w Galii wybuchały sporadyczne bunty, lecz największym zagrożeniem były coraz częstsze najazdy plemion germańskich, przeciwko którym Rzymianie wznieśli fortyfikacje graniczne (limes), od środkowego Renu do górnego Dunaju. Na początku II wieku w Galii pojawiło się chrześcijaństwo. Za panowania cesarza Marka Aureliusza (161–180) germańscy najeźdźcy przekroczyli limes. Legiony graniczne zbuntowały się nad Renem, wywołując wojny domowe, które nastąpiły po śmierci cesarza Kommodusa w 192. Recesja gospodarcza naznaczona inflacją i rosnącymi cenami dotknęła miasta i drobnych rolników.
Z części rzymskich prowincji Galia, Hispania, Betyka i Brytania ok. 260 powstało samozwańcze Cesarstwo galijskie (Imperium Galliarum), które istniało do 274. Cesarz Aurelian odzyskał Galię dla Rzymu w 273 r., ale plemiona germańskie zdewastowały kraj aż do Hiszpanii. Pod rządami Dioklecjana i jego następców wprowadzono reformy wojska i administracji, ale Galia stała się zarzewiem konfliktów, które podzieliły imperium. W połowie IV wieku nastąpiła fala najazdów plemion germańskich. W V wieku Wizygoci zajęli Akwitanię, Frankowie rządzili Belgią, a Burgundowie zdominowali tereny nad Renem. Na początku VI wieku Rzymianie stracili kontrolę nad Galią.